# Cotesfield
Cotesfield – wieś w Stanach Zjednoczonych, w stanie Nebraska, w hrabstwie Howard.